# Al-Qaid ibn Hammad
Al-Qaid ibn Hammad (?-1054) surnommé Cherif al-Dawla  « noblesse de la dynastie » est le deuxième souverain de la dynastie berbère hammadide, qui règne sur le Maghreb central (Algérie) (règne 1028-1054).

## Biographie
Al-Qaid succède à son père Hammad ibn Bologhine en 1028. Il nomme son frère, Yousouf comme gouverneur du Maghreb et un autre de ses frères Ouighlan comme gouverneur de la Hamza. En 1038, Hammama, un Maghraoua qui régnait sur Fès, entreprend de l'attaquer. Al-Qaid marche au-devant de l'adversaire et soudoie les troupes ennemies. Hammada s'en aperçoit, demande la paix et rentre à Fès.
En 1042, Al-Qaid  conclut un traité de paix avec le Ziride Al-Muizz ben Badis qui était parti de Kairouan pour lui faire la guerre. Il sort alors de Al-Qala`a (Kalâa des Béni Hammad) pour assiéger Achir.
En 1048, Al-Muizz ben Badis va rompre avec le califat chiite des Fatimides et se déclarer vassal des califes Abbassides. En réponse, Al-Qaid va au contraire, renouveler son allégeance aux Fatimides. Le calife fatimide Al-Mustansir lui donne alors en récompense le titre de Cherif al-Dawla.
Al-Qaid meurt en 1054, son fils Muhsin lui succède.